# Кондон (Хабаровский край)
Кондон (нанайск. Кедр) — нанайское село в Солнечном районе Хабаровского края. Административный центр и единственный населённый пункт сельского поселения «Село Кондон».

## География
Село Кондон расположено на правом берегу реки Девятка или Куин (правый приток Горина, вытекает из озера Эворон, бассейн Амура).

## История
О древности стойбища говорит найденная А. П. Окладниковым «Кондонская Венера», возрастом 4500 лет. Неолитические рыболовы Приамурья имели не только сети и невода, но изобрели и древнейшую в мире блесну — на поселении в Кондоне (4520±20 лет назад) найдена желобчатая пластинка из нефрита, один конец которой закруглен, а на другом имеется просверленное отверстие.
Впервые поселение упоминается в русских источниках в 1651 году. В 1902 году была открыта церковно-приходская школа. В 1931 году через село проходила экспедиция палеонтолога и писателя Ивана Ефремова, проводником у которой был выходец Кондона, нанайский предприниматель Сэкэну Самар (в крещении — Иннокентий Духовской), проживший 114 лет.

## Население
| 2002 | 2010 | 2011 | 2012 | 2013 | 2014 | 2015 |
| ---- | ---- | ---- | ---- | ---- | ---- | ---- |
| 477  | ↗482 | ↘481 | ↗492 | ↗504 | ↘496 | ↗507 |
| 2016 | 2017 | 2018 | 2019 | 2020 | 2021 |      |
| ↗527 | ↗535 | ↘527 | ↘515 | ↗521 | ↘515 |      |

Население — 536 жителей, в основном нанайцы.

## Экономика
Основным предприятием являлся рыболовецкий колхоз «Сикау покто» (Светлый путь) и охотничье-промысловое хозяйство «Харпин».

## Известные уроженцы
- Аким Дмитриевич Самар (1916—1943) — первый нанайский писатель. В честь него названа средняя школа.

### В художественной литературе
- Задорнов В. П. «Война за океан». Москва. 1994. ISBN 6-87856-004-6. (упоминание).

## Карты
- Кондон на карте Wikimapia